# Irídia
Irídia - Centro para la Defensa de los Derechos Humanos (en catalán: Irídia - Centre per la Defensa dels Drets Humans) es una asociación que trabaja para la defensa de los derechos humanos, centrada sobre todo en los derechos civiles y políticos. Nació en 2015 en Barcelona con los objetivos de dar apoyo jurídico y psicosocial a las víctimas de violaciones de derechos humanos en el ámbito de la administración y de hacer presión a las instituciones para que lleven a cabo los cambios legislativos y políticos para que estas no se repitan. La entidad está formada por un equipo de abogados, psicólogos, periodistas, politólogos y sociólogos.
Irídia se ha mostrado públicamente crítica con la actuación de las fuerzas de seguridad durante el referéndum de independencia de Cataluña de 2017 y ha presentado varias querellas por dicha actuación, a raíz de las cuales en 2018 fueron imputados varios agentes del Cuerpo Nacional de Policía. En diciembre de 2018 Irídia fue una de las entidades que impulsaron la plataforma International Trial Watch para gestionar y facilitar la presencia de observadores nacionales e internacionales en el juicio a los líderes del proceso independentista catalán, también conocido como el juicio del procés, con la finalidad de redactar informes acerca de si se habían respetado la imparcialidad y la independencia del tribunal y los derechos humanos de los acusados.
El abril de 2018, Irídia lanzó la campaña «Mañana puedes ser tú» de denuncia de lo que las entidades miembros calificaron como "persecución de la disidencia" en España, en colaboración con las organizaciones Òmnium Cultural, FundiPau, Institut de Drets Humans de Catalunya y NOVACT.
El año 2019 Irídia fue una de las entidades impulsoras de la campaña «Actualización pendiente» para denunciar las trabas que sufre la población migrante o racializada, junto con otras organizaciones como Intermón Oxfam y personalidades de origen migrante como la activista social Carmen Juares o la campeona del mundo de kendo Zenib Laari. Como parte de la campaña se organizaron actos en Madrid y en Barcelona y se difundieron vídeos protagonizadas por las personas impulsoras con los que se pretendía visibilizar la realidad diversa de la sociedad española.